# Hanmanhalli, Gangawati
Hanmanhalli là một làng thuộc tehsil Gangawati, huyện Koppal, bang Karnataka, Ấn Độ.